# Lamiopsis
Genre
Statut CITES
Lamiopsis est un genre de requins de la famille des Carcharhinidae.

## Liste des espèces
Selon GBIF (19 août 2023) :
- Lamiopsis temminckii (Müller & Henle, 1839)
- Lamiopsis tephrodes (Fowler, 1905)

## Systématique
Le nom valide complet (avec auteur) de ce taxon est Lamiopsis Gill, 1862.